# Breitenbach am Inn
Breitenbach am Inn é um município da Áustria, situado no distrito de Kufstein, no estado do Tirol. Tem 37,97 km² de área e sua população em 2019 foi estimada em 3.497 habitantes.